# Fausto Iza
Fausto Iza Iturbe (Yurre, 7 de setembro de 1931) foi um ciclista espanhol, profissional entre 1956 e 1961, cujo maior sucesso desportivo obteve-o na Volta a Espanha onde conseguiu 1 vitória de etapa em 1958.

## Palmarés
| - 1955 - Gernika - 1956 - Durango (G.P. Libertação) - Ujo - Zaratamo - Mungia - 1957 - Bergara (P. Pentecostes) - Zarautz (P. San Pelayo) - Gernika - G.P. Elorrio - Circuito Torrelavega - 1 etapa do G.p.nacional por Equipas (com Boxing) | - 1958 - Circuito de Getxo - 1 etapa na Volta a Espanha - 1 etapa da Bicicleta Eibarresa - 1959 - Troféu Bahamontes (Astúrias) - Vigo - Zarautz (Prova San Pelayo) - 1960 - 1 etapa da Volta à Andaluzia - 1 etapa do Circuito Montanhês - Zarautz (P. San Pelayo) |

## Resultados em Grandes Voltas e Campeonatos do Mundo
Durante a sua carreira desportiva tem conseguido os seguintes postos nas Grandes Voltas e nos Campeonatos do Mundo em estrada:
| Carreira           | 1954 | 1955 | 1956 | 1957 | 1958 | 1959 | 1960 | 1961 |
| ------------------ | ---- | ---- | ---- | ---- | ---- | ---- | ---- | ---- |
| Giro d'Italia      | -    | -    | -    | -    | -    | -    | -    | -    |
| Tour de France     | -    | -    | -    | -    | -    | -    | -    | -    |
| Volta a Espanha    | X    | -    | -    | -    | 31.º | -    | Ab.  | -    |
| Mundial em Estrada | -    | -    | -    | -    | -    | -    | -    | -    |

-: Não participa

Ab.: Abandono

X: Edições não celebradas

## Equipas
- Independente (1954-1955)
- Boxing Clube (1956-1957)
- Kas (1958-1959)
- Brandy Majestade (1960)
- Lambretta-Mostajo (1961)